# Slobozia Bradului
Slobozia Bradului es una comuna ubicada en el distrito de Vrancea, Rumania.

## Superficie
Posee una superficie de 28,91 kilómetros cuadrados.

## Demografía
Hasta 2021 la población era de 8930 habitantes, con una densidad de población de 308,9 habitantes por kilómetro cuadrado.